# Église Saint-Christophe de Neufchâteau
Pour les articles homonymes, voir Église Saint-Christophe.
L'église Saint-Christophe est une église catholique située à Neufchâteau dans le département des Vosges, en France.

## Historique
À un premier édifice non renseigné, succède un second, reconstruit sous l'impulsion de Théomar, abbé de Saint-Mansuy de Toul et consacré par son successeur, Ricuin (1108-1124). L'église est reconstruite entièrement dans la 1re moitié du XIIIe siècle. Au XIVe siècle, construction de la chapelle au sud du porche et voûtement de la 2e travée de la chapelle au nord du chœur. À la fin du XVe siècle ou au début du XVIe siècle, voûtement de la chapelle au sud du chœur (2e travée) et du chœur. Au XVIe siècle, voûtement des 3e et 4e travées des bas-côtés.
En 1505 (date portée par le mur nord), construction de l'actuelle chapelle des fonts, aux frais de la famille Woeiriot. En 1617 (date portée), construction de la sacristie nord par le maître maçon Claude Simon (attribution par signature). En 1732 (date portée par la 1re et la 7e fermes), reprise de la charpente. En 1861 (datation par travaux historiques), reprise importante des chapiteaux de la nef. De 1866 à 1869 (datation par source), suppression de la flèche, remplacée par un toit en pavillon, sur des plans de l'architecte Humbert (attribution par source). En 1898 (datation par source), dégagement des bases de piles et réfection du dallage par le maître maçon Mariotte.
L'édifice est classé au titre des monuments historiques par arrêté du 20 juillet 1908.

## Description
La chapelle funéraire renferme une voûte à douze clés pendantes, véritable dentelle de pierre unique en France.
De plus, l'église Saint-Christophe renferme de nombreux objets référencés au patrimoine mobilier,, classée au titre des monuments historiques par arrêté du 20 juillet 1908 dont la chapelle funéraire renferme une voûte à douze clés pendantes, véritable dentelle de pierre unique en France,
- Orgue[5],[6],[7],[8],[9].

### Patrimoine mobilier
* Plusieurs tableaux dont la Cène, Assomption, sainte Cécile jouant du violoncelle, saint François en méditation.
* Chandeliers en bronze ou en laiton du XIXe siècle,.
* Nombreuses statues dont Christ aux liens, saint Christophe, sainte Anne, la Vierge et l'Enfant Jésus, saint Charles Borromée
* etc.
* dalle funéraire de Pierre Woeiriot, orfèvre mort en 1521 et de Marguerite Adam, sa femme morte en 1530,
* aigle-lutrin style Louis XV,
* lambris de revêtement style Louis XVI,
* statue : la Vierge,
* groupe sculpté : Sainte Anne, la Vierge et l'enfant Jésus,
* bas-relief : l'Adoration des Mages,
* tableau : la Cène, cadre,
* tableau : l'Assomption, cadre,
* tableau : la Descente de Croix, cadre,
* dalle funéraire de François Monginot, seigneur de Noncourt,
* antependium,
* statue : saint Christophe,
* statue : Christ aux liens
* Chaire à prêcher,
* reliquaire,
* statue : Sainte Barbe,
* statue : Vierge de Pitié,
* statue : Sainte Claire,
* Verrières.
* Stalles du XVIIIe siècle.
* Reliquaire du XVIIIe siècle de saint Christophe, saint Gérard, saint Hidulphe de Moyenmoutier et saint Mansuy de Toul.